# Fredrik Lexfors
Jon Fredrik Edward Lexfors, (även känd som Kantorn), född 10 mars 1975 i Brönnestads församling i dåvarande Kristianstads län, är en svensk musikalartist och skådespelare.

## Biografi
Lexfors gick på Linnéskolans gymnasium i Hässleholm. Han har som yrkesaktiv deltagit i uppsättningar av bland annat Singin' in the Rain, West Side Story, Evita, My Fair Lady, Jesus Christ Superstar och Billy Elliot. Han har dessutom medverkat i ett flertal TV-produktioner, såsom Tidsdeckarna, Smartskalle, Tack gode gud och Sagan om Sverige.
Sedan julen 2013 har Lexfors en kanal på YouTube under sitt alter ego Kantorn. Hans roll som Kantorn blev populär, och under våren år 2017 deltog han i Talang, där han slutade på fjärde plats. Under sommaren 2017 deltog han i Allsång på Skansen.

## Rollista

### Teater
| År   | Roll                                                       | Produktion                                                         | Regi             | Teater                                         |
| ---- | ---------------------------------------------------------- | ------------------------------------------------------------------ | ---------------- | ---------------------------------------------- |
| 2001 | Ensemble                                                   | Evita Andrew Lloyd Webber och Tim Rice                             | Ronny Danielsson | Göteborgsoperan Flyttad till Cirkus, Stockholm |
| 2002 |                                                            | Tanz Der Vampire                                                   | Roman Polanski   | Stuttgart                                      |
| 2003 | Gee-Tar                                                    | West Side Story                                                    | Ronny Danielsson | Malmö Opera                                    |
| 2006 | Talpedagogen                                               | Singin' in the Rain                                                | Marianne Mörck   | Oscarsteatern                                  |
| 2008 | Jamie                                                      | My Fair Lady                                                       | Tomas Alfredson  | Chinateatern                                   |
| 2011 |                                                            | Leva livet (Elsk mig i nat) Ida Maria Rydén och Ina Bruhn          | Philip Zandén    | Chinateatern                                   |
| 2011 | Jean Valjean                                               | Les Misérables                                                     | Ronny Danielsson | Malmö Opera                                    |
| 2012 | Petrus                                                     | Jesus Christ Superstar                                             | Ronny Danielsson | Göta Lejon                                     |
| 2012 |                                                            | Arsenik och gamla spetsar (Arsenic and Old Lace) Joseph Kesselring | Ronny Danielsson | Fredriksdalsteatern                            |
| 2013 | Diesel                                                     | West Side Story                                                    | Ronny Danielsson | Stockholms stadsteater                         |
| 2015 | Barry Belson                                               | Jersey Boys                                                        | Anders Albien    | Chinateatern                                   |
| 2017 | Ensemble George Watson, understudy Braithwaite, understudy | Billy Elliot Elton John och Lee Hall                               | Ronny Danielsson | Kulturhuset Stadsteatern                       |
| 2021 | Ola Håkansson Per Gessle                                   | Noice - Rockmusikalen Robert Lillhonga                             | Robert Lillhonga | Cirkus, Stockholm                              |

### TV
| År   | Roll    | Produktion       | Noter                 | Kanal   |
| ---- | ------- | ---------------- | --------------------- | ------- |
| 2007 |         | Smartskalle      | Barnprogram           | TV4     |
| 2007 |         | Tack gode gud    | Underhållningsprogram | TV4     |
| 2009 |         | Sagan om Sverige | Barnprogram           | SVT     |
| 2010 |         | Tidsdeckarna     | Barnprogram           | TV4     |
| 2017 | Kantorn | Talang           |                       | TV4     |
| 2017 |         | Familjen Rysberg | Barnprogram           | SVT     |
| 2019 |         | Playa del Sol    | "Gästskådespelare"    | Kanal 5 |